# 蓮根川

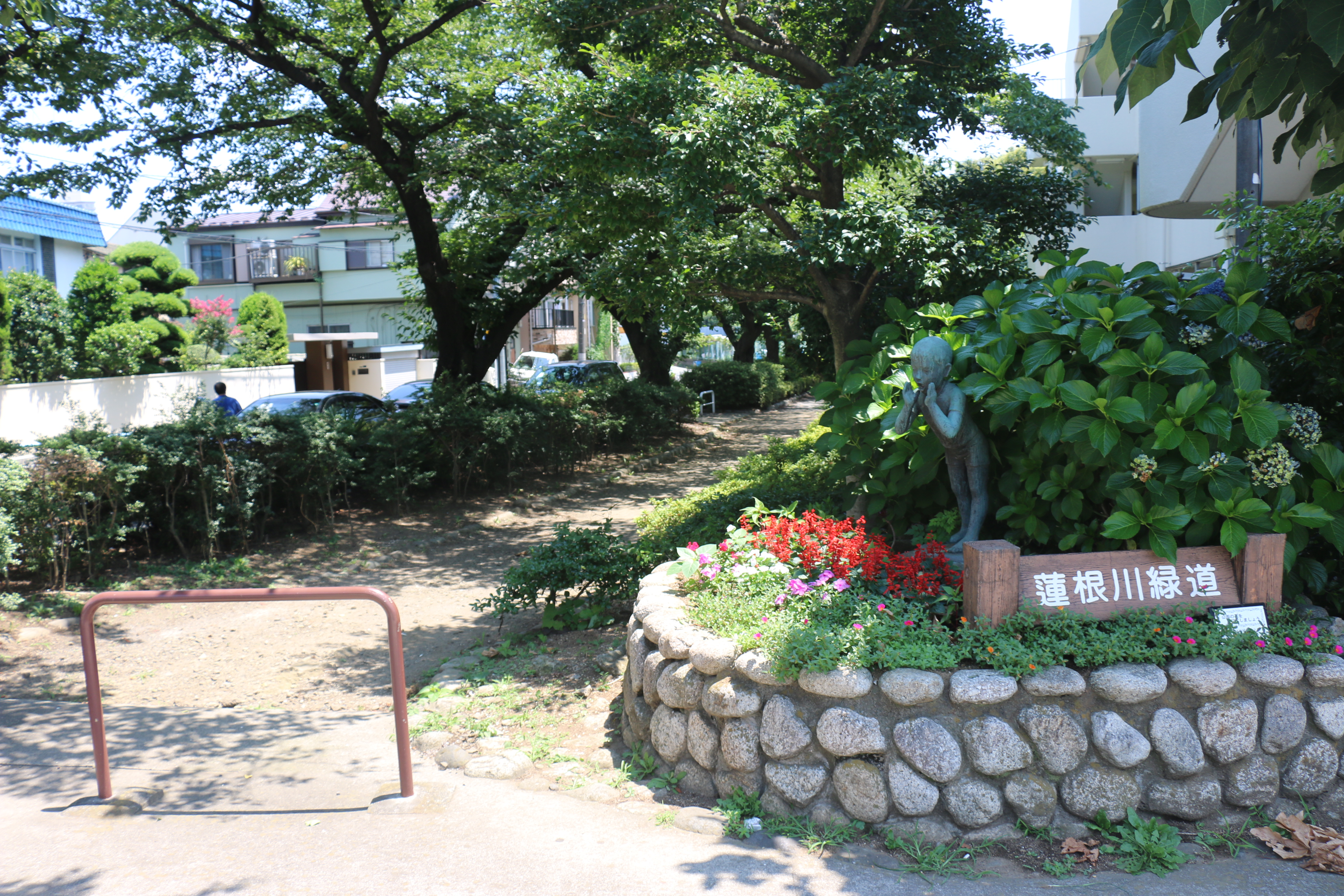
蓮根川緑道　東坂下２丁目付近

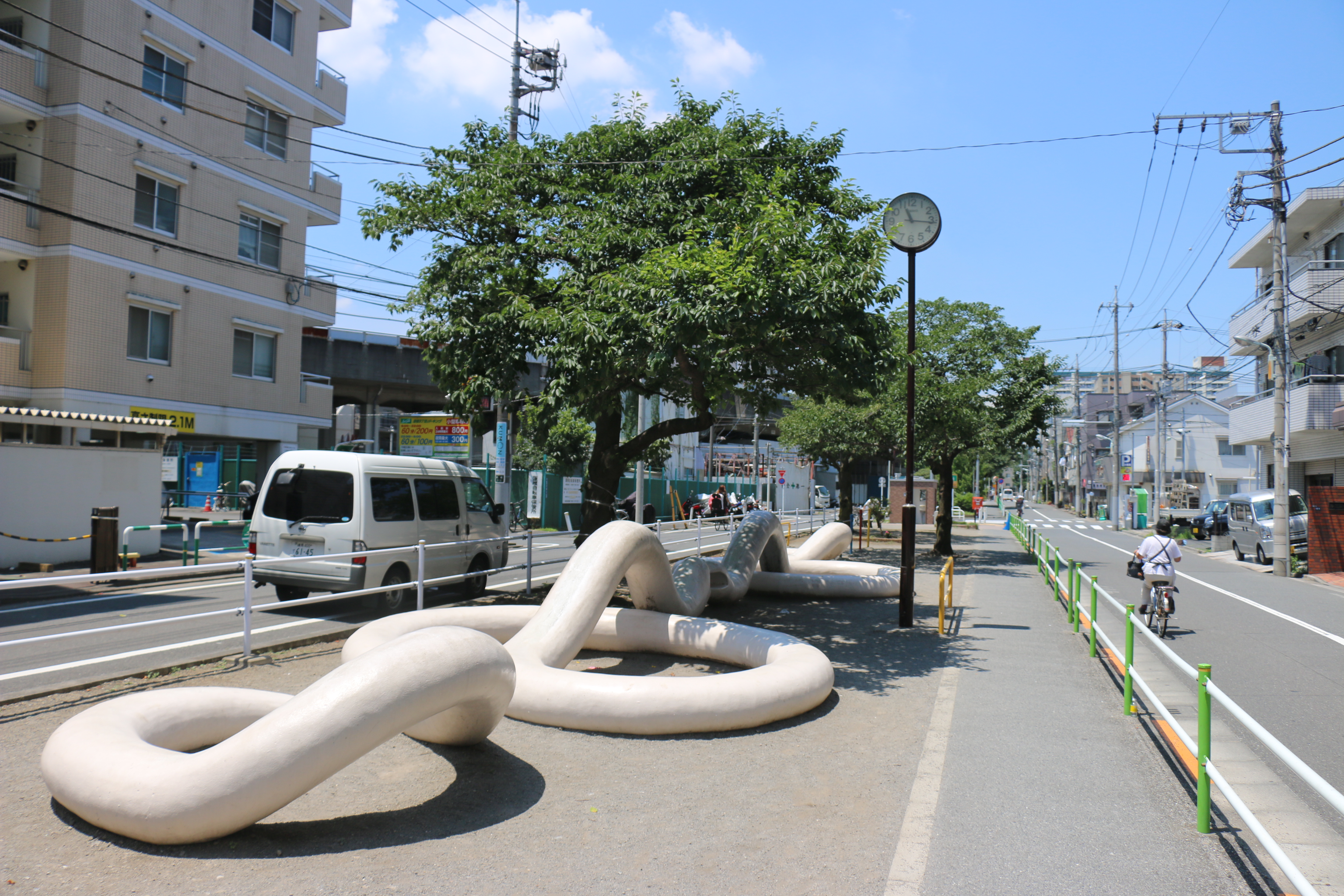
蓮根川緑道　蓮根３丁目付近

蓮根川（はすねがわ）は、東京都板橋区に流れている河川。ほとんど暗渠化され、緑道となっている。

## 概要
板橋区若木二丁目付近の湧水に源を発する。上流端は環八通りの建設によって流路の変更があった。北東方向に流れていき、4度屈曲しながら東坂下付近で新河岸川に合流する。
農業・生活用水として利用されたが、昭和以降沿岸に工場が立ち並び水路は排水路化し、下流部では工場による多量の地下水汲み上げにより地盤沈下し、大雨時に新河岸川の水が逆流し度々水害を起こしたが、その後、地下水汲み上げ規制や排水機場建設で水害は防止された。
1978年から1983年に若木三丁目より上流部を除き公共溝渠として暗渠化された。

## 橋梁
- 相盛橋